# IC 749
</tr 
IC 749 је спирална галаксија у сазвјежђу Велики медвјед која се налази на листи објеката дубоког неба у Индекс каталогу.
Деклинација објекта је + 42° 44' 0" а ректасцензија 11h 58m 33,9s. Привидна величина (магнитуда) објекта IC 749 износи 12,2 а фотографска магнитуда 12,9. Налази се на удаљености од 17</tr милиона парсека од Сунца. IC 749 је још познат и под ознакама UGC 6962, MCG 7-25-8, CGCG 215-9, KCPG 313A, PGC 37692.